# رودخانة سلطاني (دشتاب)
رودخانة سلطاني (بالفارسية: رودخانه سلطانی) هي مستوطنة تقع في إيران في قسم دشتاب الريفي. يقدر عدد سكانها بـ 231 نسمة بحسب إحصاء 2016.